# P.O
Pyo Ji-hoon (hangul: 표지훈; Mapo-gu, Seúl, 2 de febrero de 1993), más conocido por su nombre artístico P.O, es un rapero, cantante y actor surcoreano. Es el miembro más joven del grupo masculino surcoreano Block B y de su subunidad Bastarz.

## Biografía, primeros años y educación
P.O nació como Pyo Ji-hoon el 2 de febrero de 1993, en Mapo-gu, Seúl, Corea del Sur. Asistió a la Escuela de Arte Múltiple Hanlim, donde se graduó en 2012.

## Carrera

### Predebut
PO recibió lecciones de actuación en la escuela primaria, y entró en la Hanlim Multi Art School para perseguir uno de sus mayores sueños, que era convertirse en actor. Luego se enamoró del hip hop junto con su mejor amigo Mino. Decidió unirse a Stardom Entertainment para debutar con Block B.

### 2011-2012: Debut y hospitalización
P.O debutó con Block B en abril de 2011. En febrero de 2012, la banda recibió fuertes críticas por su comportamiento irrespetuoso durante una entrevista en Tailandia, en particular bromas sobre el desastre de las inundaciones del año anterior. Según se informa, P.O se desmayó y fue hospitalizado el 24 de febrero, después de que muchas personas del país le pidieran a los miembros del grupo que se suicidaran.
Para mostrar su gratitud a BBC (Block B Club), la base de fanes oficial de Block B, P.O lanzó una canción escrita especialmente para ellos. "Dear My Wife" fue lanzada el 25 de septiembre, con la participación de Mino de Winner.
Él y su compañero de Block B Zico fueron elegidos como MCs para The Show de SBS MTV. Durante un episodio de noviembre de 2012 de Weekly Idol, P.O declaró que provenía de una familia adinerada y explicó que su padre tiene una tienda libre de impuestos.

### 2013-2014:Bigboi is Ready 2 Showtimey colaboraciones
El 9 de marzo, P.O lanzó la primera canción "Amino Acid" de su Mixtape Bigboi is Ready 2 Showtime, con Mino de Winner.Continuó lanzando varias canciones hasta el 21 de marzo. El grupo femenino Delight presentó a P.O en su canción "Mega-Yak". En septiembre de 2013, P.O protagonizó el video musical "Something Special" de Kye Bum-zu, junto a Yoon-jo de Hello Venus.
En 2014, PO apareció en el sencillo digital "It's not a Big Deal", de Kim Kyung Rok de VOS, lanzado el 6 de enero. P.O también coescribió la letra de la canción principal del drama de SBS Secret Door, que fue interpretada por Block B y lanzada el 22 de septiembre de ese año.

### 2015: Bastarz
El 5 de abril, se anunció que P.O formaría parte de la primera subunidad de Block B, Bastarz, junto con U-Kwon y B-Bomb. El álbum de la subunidad fue lanzado el 13 de abril, junto con un video de la canción principal, "Zero for Conduct", y debutó en el puesto número 3 en la lista de álbumes de Gaon. Además, él compuso varias de las canciones del primer álbum de la subunidad.
El 23 de mayo, P.O apareció con su compañero de Block B, Taeil, en el programa de KBS Immortal Songs 2, donde interpretaron una nueva versión de la canción "I Don't Know Why" de Kim Soo-chul. P.O colaboró en la canción "Give It 2 U" de Bumzu, que se lanzó a finales de julio.
Bastarz lanzó una versión japonesa de "Conduct Zero" en octubre, sencillo el cual alcanzó el puesto número 20 en la lista semanal de Oricon.

### 2016: Debut en teatro y regreso de Bastarz
En febrero, P.O apareció en la obra de teatro Superman.com, que fue realizada por una nueva compañía teatral, Company Boy (극단 소년).
En octubre, Block B anunció que la subunidad Bastarz haría un regreso con un sencillo principal compuesto por P.O, que fue lanzado el 24 de octubre.El segundo miniálbum de la subunidad, Welcome to BASTARZ, fue lanzado el 31 de octubre. P.O también se encargó de componer la letra de las cinco canciones del álbum.
También en octubre, la cadena OnStyle anunció que P.O y su compañero de Block B U-Kwon participarían en el nuevo programa Lipstick Prince. La primera temporada se emitió del 1 de diciembre de 2016 al 16 de febrero de 2017.

### 2017: Programas de variedades y drama, debut en solitario
P.O fue elegido para Living Together in Empty Room, un programa de variedades especial transmitido por MBC para el Año Nuevo coreano en tres episodios, del 26 al 27 de enero de 2017. Durante el transcurso del programa, la cantante Hong Jin-young y la comediante Kim Shin-young, se mudaron a la casa de P.O. El programa ocupó el puesto número 1 entre los especiales de Año Nuevo.En marzo, se informó que el programa continuaría como una serie, y que P.O nuevamente estaría entre los miembros del elenco.
Además, P.O fue elegido para presentar el programa de variedades de cocina Strange Restaurant, que se estrenó en el canal de televisión O'live el 13 de marzo. P.O presentó el programa, en el que los invitados intentaban cocinar platos, junto con Kim Jong-min, Kim Yong-man y Seo Jang-hoon.
P.O también apareció en la segunda temporada de Lipstick Prince, que se estrenó el 30 de marzo.
El 5 de abril, se anunció que P.O había sido elegido para participar en el drama "Our First Romance", protagonizado por Lee Jong-hyun y Lee Yu-bi, y escrito por Go Sun Hee, quien también fue escritora del drama de tvN Cheese in the Trap. Más tarde, en ese mismo mes, se informó que P.O había sido elegido para participar en un programa piloto de variedades de MBC llamado Secret Variety Institute.
En mayo, se anunció que P.O sería MC del programa musical The Show de SBS MTV, junto con Jeonghwa de EXID y Yeonwoo de Momoland. P.O apareció en otra obra de la compañía Company Boy, Manitoz, que se representó del 17 al 25 de junio. En ese mismo mes, él y su compañero de grupo U-Kwon recibieron el premio Maxim K-Model Icon Idol. En julio, se informó que P.O había sido elegido para participar en el drama de SBS Temperature of Love, que comenzó a transmitirse en septiembre. El primer episodio del programa tuvo los índices de audiencia más altos en su franja horaria.
P.O participó en el álbum especial japonés del proyecto Block B: Project-1, lanzado el 20 de septiembre, interpretando la canción "Winner" junto con su compañero de Block B U-Kwon, y la rapera Chanmina.
El 19 de septiembre, se anunció que P.O haría su debut en solitario. Su canción "Men'z Night", que contenía ritmos funk, fue lanzada el 27 de septiembre, y contó con la colaboración del cantante Chancellor.
En diciembre, P.O participó en un álbum tributo al fallecido cantante Yoo Jae-ha para conmemorar su vida y el 30 aniversario de su debut.

### 2018-presente: éxitos y proyectos en solitario
En la primavera de 2018, P.O apareció nuevamente como miembro del elenco de Living Together in Empty Room, viviendo con la estilista Han Hye-yeon y Jinyoung de Got7. Además, la compañía Company Boy presentó otra producción de Superman.com en la que actuó P.O. Más tarde, en ese mismo año, se convirtió en miembro recurrente del elenco de Great Escape y New Journey to the West 5/6.
Además de su trabajo en programas de variedades, en 2018, P.O participó en dos dramas, Encounter (transmitido por tvN) y Love Alert (transmitido por MBN).
P.O lanzó una nueva canción, "Comme des Garçons", el 11 de noviembre de 2018. La canción presenta un sonido funky, y su letra habla de la vida de P.O desde antes de su debut hasta el presente.
Durante la transmisión del último episodio de New Journey to the West 6 el 2 de diciembre de 2018, se anunció que P.O participaría en la segunda temporada de Kang's Kitchen.
En febrero de 2019, se anunció que P.O protagonizaría una producción teatral de la compañía Company Boy, una versión en vivo de la película de 2005 Boy Goes to Heaven, que se presentó del 16 de febrero al 3 de marzo.
En noviembre de 2019, se reveló que P.O actuaría como maestro de ceremonia en los MBC Entertainment Awards de ese año, junto con Hwasa de Mamamoo y Jun Hyun-moo.
En diciembre de 2020, P.O protagonizó otra producción teatral de Company Boy, Almost, Maine., interpretando los personajes de Randy y Dave. La obra se presentó del 25 de diciembre de 2020 al 14 de febrero de 2021. P.O también protagonizó la producción de la obra en Busan, que tuvo lugar en junio de 2021.
En septiembre de 2021, el sello de PO, Seven Seasons, anunció que no renovaría su contrato con ellos.
El 29 de octubre de 2021, PO firmó oficialmente con la compañía discográfica Artist Company.
El 10 de febrero de 2022, se informó que P.O grabaría su último programa Amazing Saturday en marzo, tres días antes de irse al servicio militar.

## Vida personal

### Salud mental
El 24 de febrero de 2012, a P.O le diagnosticaron "esquizofrenia provocada por estrés" poco después de ser hospitalizado por desmayo. Aunque su tío Pyo Jin-in luego cuestionaría la exactitud del diagnóstico en su cuenta de Twitter. Jin-in lo criticó por su vaguedad. Citó que los síntomas podrían haber surgido debido a un trastaorno depresivo mayor (SPD), trastorno esquizoafectivo, trastorno psicótico breve o trastorno de estrés postraumático (TEPT), y que se habrían manifestado durante al menos seis meses si fueran coincidentes con los de la esquizofrenia.

### Servicio militar
El PO se alistó en el Cuerpo de Marines de la República de Corea el 28 de marzo de 2022. Más tarde, en junio de 2022, su agencia dijo que P.O acababa de ser asignado a la sede del Cuerpo de Marines en Hwaseong, Gyeonggi-do. Anteriormente, pospuso su servicio militar hasta diciembre de 2021 para centrarse en la radiodifusión y la actuación. Fue dado de baja oficialmente el 27 de septiembre de 2023.

## Discografía

### Sencillos
| Título                            | Año  | Posiciones más altas en los gráficos | Álbum               |
| Título                            | Año  | COR                                  | Álbum               |
| --------------------------------- | ---- | ------------------------------------ | ------------------- |
| "Men'z Night"                     | 2017 | —                                    | Sencillos sin álbum |
| "Comme des Garçons" (소년처럼 ()) | 2018 | —                                    | Sencillos sin álbum |
| "Promise" (con Mino)              | 2019 | 148                                  | Sencillos sin álbum |

## Filmografía

### Películas
| Año  | Título               | Papel  | Notas | Ref.          |
| ---- | -------------------- | ------ | --- | ------------- |
| 2022 | Let's Go to the Moon | Hyuk   | Seleccionada para la Semana del Director del Festival de Cine de Chungmuro; Ganadora del gran premio en el Festival de Cine de Gwangmyeong | [ 66 ] [ 67 ] |
| 2023 | New Normal           | Gi-jin | Película de clausura del 26.º BIFFF | [ 68 ] [ 69 ] |

### Programas de variedades
| Año                     | Título                        | Difusión     | Papel               | Notas                           |
| ----------------------- | ----------------------------- | ------------ | ------------------- | ------------------------------- |
| 2014                    | Fashion King Korea            | Contestant   | Presentador         | con Zico                        |
| 2016                    | Lipstick Prince               | OnStyle      | Miembro del reparto | con U-Kwon, Temporada 1         |
| 2017                    | Strange Restaurant            | O'live       | MC                  |                                 |
| 2017                    | Lipstick Prince               | OnStyle      | Miembro del reparto | con U-Kwon, Temporada 2         |
| 2017                    | Secret Variety Institute      | MBC          | Miembro del reparto |                                 |
| 2017-2018               | Living Together in Empty Room | MBC          | Miembro del reparto |                                 |
| 2018                    | Cover Brothers                | XtvN         | Miembro del reparto |                                 |
| 2018                    | Great Escape                  | tvN          | Miembro del reparto | Temporada 1                     |
| 2018                    | Dead If Shot                  | Naver V Live | Miembro del reparto |                                 |
| 2018                    | Those Who Cross the Line      | MBC          | Invitado            | Episodios 13-16                 |
| 2018                    | New Journey to the West       | tvN          | Miembro del reparto | Temporadas 5-6                  |
| 2018                    | After School Hip-Hop          | SBS          | MC                  | con Kim Shin-young              |
| 2018-2022 2023-presente | DoReMi Market                 | tvN          | Miembro del reparto |                                 |
| 2019                    | Great Escape                  | tvN          | Miembro del reparto | Temporada 2                     |
| 2019                    | Kang's Kitchen                | tvN          | Miembro del reparto | como Sous Chef (Temporadas 2-3) |
| 2019                    | Matching Survival 1+1         | KBS          | MC                  |                                 |
| 2019                    | New Journey to the West       | tvN          | Miembro del reparto | Temporada 7                     |
| 2019                    | Clothing Store                | tvN D        | Miembro del reparto |                                 |
| 2020                    | Great Escape                  | tvN          | Miembro del reparto | Temporada 3                     |
| 2020                    | Mapo Hipster                  | tvN          | Miembro del reparto | con Song Min-ho                 |
| 2020                    | New Journey to the West       | tvN          | Miembro del reparto | Temporada 8                     |
| 2020                    | Heart Signal                  | Channel A    | Panelista           |                                 |
| 2021                    | Spring Camp                   | TVING        | Miembro del reparto |                                 |
| 2021                    | Great Escape Season 4         | tvN          | Miembro del reparto | [ 70 ]                          |
| 2021                    | Wild Idol                     | MBC          | Mentor diario       | [ 71 ]                          |

### Series de televisión
| Año  | Título              | Difusión | Papel         | Notas               | Ref.   |
| ---- | ------------------- | -------- | ------------- | ------------------- | ------ |
| 2017 | Temperature of Love | SBS      | Kang Min-ho   |                     |        |
| 2018 | Encounter           | tvN      | Kim Jin-myung |                     | [ 45 ] |
| 2018 | Love Alert          | MBN      | Yoon Yoo-joon |                     | [ 72 ] |
| 2019 | Hotel del Luna      | tvN      | Ji Hyun-joong |                     |        |
| 2020 | More Than Friends   | JTBC     | Jin Sang-Hyuk |                     | [ 73 ] |
| 2021 | Mouse               | tvN      | Shin Sang     |                     | [ 74 ] |
| 2022 | Yumi's Cells        | tvN      | Control Z     | Cameo (Temporada 2) | [ 75 ] |
| 2024 | Good Partner        | SBS      | Jeon Eun-ho   |                     | [ 76 ] |

| Año  | Título              | Plataforma | Papel  | Notas            | Ref.   |
| ---- | ------------------- | ---------- | ------ | ---------------- | ------ |
| 2022 | Goosebumps – Soreum | Kakao TV   | Gi-jin | drama de un acto | [ 77 ] |

### Programas de radio
| Año       | Título        | Difusión  | Notas                      |
| --------- | ------------- | --------- | -------------------------- |
| 2020-2021 | Brrrr Friends | Naver NOW | Anfitrión, con Song Min-ho |

### Presentador
| Año  | Título                   | Difusión | Notas                   |
| ---- | ------------------------ | -------- | ----------------------- |
| 2012 | The Show                 | SBS MTV  | con Zico                |
| 2017 | The Show                 | SBS MTV  |                         |
| 2019 | MBC Entertainment Awards | CMB      | con Jun Hyun-moo, Hwasa |

## Teatro
| Año        | Título en inglés   | Título en coreano | Papel           |
| ---------- | ------------------ | ----------------- | --------------- |
| 2016, 2018 | Superman.com       | 슈퍼맨닷컴        | Jo Eun-dal      |
| 2017       | Manitoz            | 마니토즈          | Park Young-beom |
| 2019       | Boy Goes to Heaven | 소년, 천국에 가다 | Jefe de policía |
| 2020, 2021 | Almost, Maine      | 올모스트, 메인    | Randy / Dave    |
| 2022       | Playback           | 플레이백          | Hombre          |

## Premios y nominaciones
| Año  | Premios                       | Categoría                                  | Trabajo nominado              | Resultado |
| ---- | ----------------------------- | ------------------------------------------ | ----------------------------- | --------- |
| 2017 | MBC Entertainment Awards      | La mejor pareja con Sandara Park           | Living Together in Empty Room | Nominado  |
| 2017 | MBC Entertainment Awards      | Premio a la popularidad                    | Living Together in Empty Room | Ganador   |
| 2019 | Brand of the Year Awards      | Estrella masculina de variedades           | P.O                           | Ganador   |
| 2020 | Brand of the Year Awards      | Estrella masculina de variedades           | P.O                           | Nominado  |
| 2020 | Asia Model Awards             | Premio Fashionista                         | P.O                           | Ganador   |
| 2020 | APAN Music Awards             | Artista del año - Masculino                | P.O                           | Nominado  |
| 2021 | Brand Customer Loyalty Awards | Mejor ídolo masculino de variedades        | P.O                           | Nominado  |
| 2021 | Brand Customer Loyalty Awards | Mejor ídolo actoral masculino              | P.O                           | Nominado  |
| 2024 | SBS Drama Awards              | Premio a la Excelencia, Actor en Miniserie | P.O                           | Ganador   |
| 2024 | SBS Drama Awards              | El mejor equipo de apoyo                   | Good Partner                  | Ganador   |